# Sébazac-Concourès
Sébazac-Concourès is een gemeente in het Franse departement Aveyron (regio Occitanie). De plaats maakt deel uit van het arrondissement Rodez. Sébazac-Concourès telde op 1 januari 2022 3.266 inwoners.

## Geografie
De oppervlakte van Sébazac-Concourès bedroeg op 1 januari 2022 25,82 vierkante kilometer; de bevolkingsdichtheid was toen 126,5 inwoners per km².
De onderstaande kaart toont de ligging van Sébazac-Concourès met de belangrijkste infrastructuur en aangrenzende gemeenten.

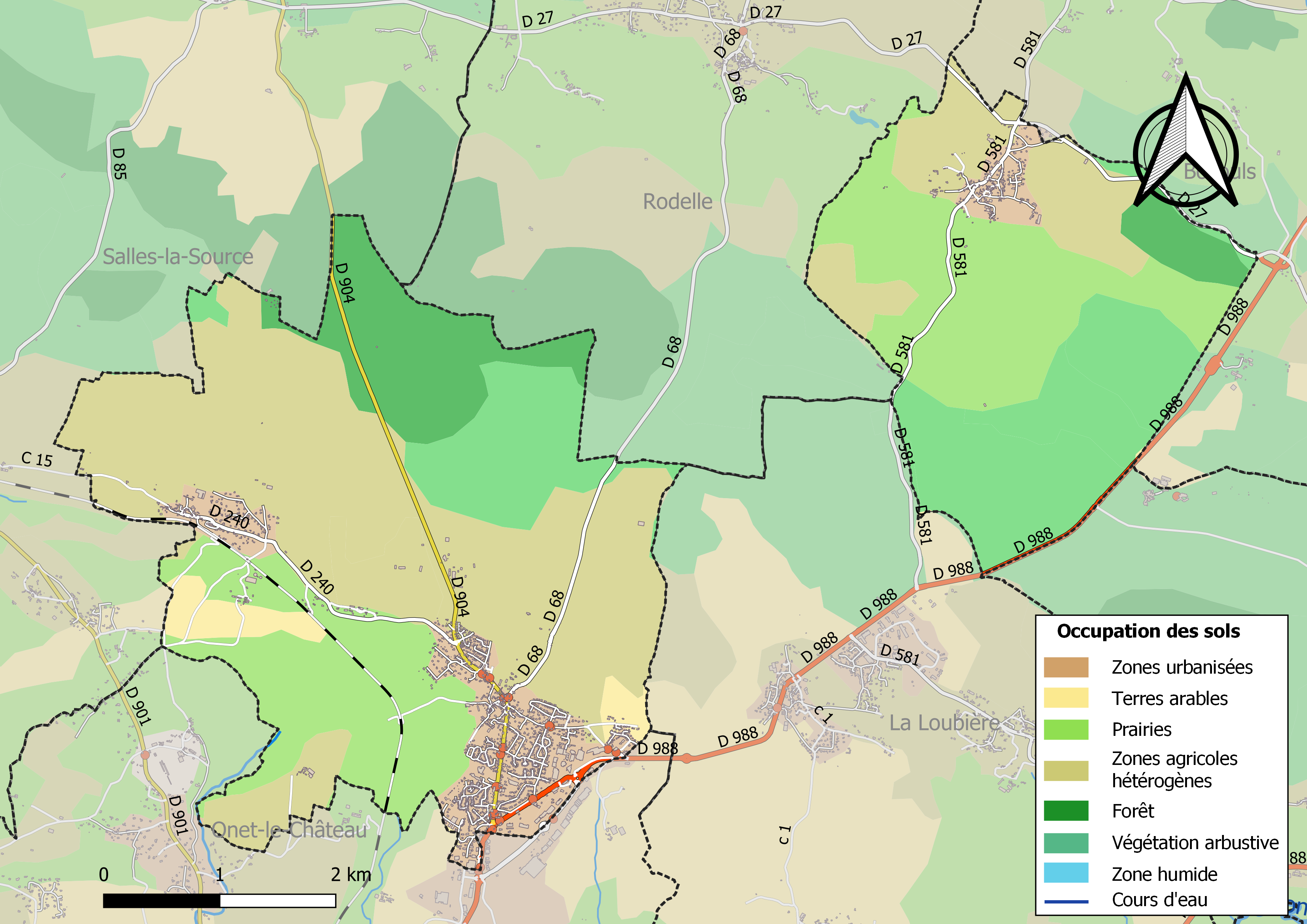

## Demografie
Onderstaande figuur toont het verloop van het inwonertal (bron: INSEE-tellingen).

Vanwege een beveiligingsprobleem met de MediaWiki Graph-software is het momenteel niet mogelijk deze grafiek weer te geven. Zodra de software is bijgewerkt zal de grafiek vanzelf weer zichtbaar worden.